# Eugenia oerstediana
Eugenia oerstediana är en myrtenväxtart som beskrevs av Otto Karl Berg. Eugenia oerstediana ingår i släktet Eugenia och familjen myrtenväxter. Inga underarter finns listade i Catalogue of Life.